# Sistem za upravljanje sadržajem
 (engl. Content Management System) je sistem za dinamičko upravljanje sadržajem. CMS predstavlja programsku aplikaciju uz pomoć koje se može, bez poznavanja programiranja, upravljati sadržajem. Najčešća vrsta CMS-a je veb CMS koji služi za upravljanje sadržajem na Internet prezentacijama i Internet aplikacijama korišćenjem HTML i Javascript programskih jezika za prikazivanje sadržaja, PHP, JSP, ASP ili CFML jezika za izvršavanje upita nad bazom i MySQL, PostgreSQL ili MS SQL Server baze podataka u kojoj se pamti sadržaj.

## Osnovne osobine-a
Osnovne osobine svakog CMS-a su:
- korisnički interfejs za prikaz sadržaja,
- veb interfejs za administraciju (kod veb CMS-a je moguća izmena sadržaja direktno iz brauzera),
- odvojenost sadržaja i interfejsa
- sadržaj se uglavnom čuva u bazi podataka,
- interfejs se čuva u posebnim fajlovima (najčešće baziranim na šablonima)

## Napredne osobine-a
- sistem šablona za lakše menjanje izgleda i rasporeda i korisničkog i administratorskog interfejsa,
- online uređivanje teksta pomoću WYSIWYG (What You See Is What You Get) editora, tj. editora realnog prikaza
- modularan sistem - velika je prednost ako je CMS modularan, tj. sastoji se iz niza manjih celina, kao na primer za primer za prikaz galerije slika, videa i slično,
- upravljanje slikama i fajlovima ostalih formata iz administratorskog interfejsa,

## Najčešći primeri modularnih proširenja
- ugrađena podrška za pretragu,
- podrška za višejezičnost,
- upravljanje sigurnosnim aspektima,
- registracija korisnika sa korisničke strane,
- upravljanje korisnicima sa administratorske strane,
- mapa sajta - automatsko kreiranje mape sajta i XML fajla za indeksiranje na Internet pretraživačima,
- baneri - slike ili video koji vode ka drugom delu sajta ili koji vode ka eksternom sajtu, a najčešće se koriste kao reklame i imaju mogućnost da se rotiraju,
- galerije slika - dodavanje na sajt, ubacivanje natpisa, opisa i više drugih opcija za slike,
- kontakt strane - kategorije kontakta i kontakti koje je moguće koristiti preko formulara za slanje e-pošte,
- uređivanje menija - pojednostavljeno pravljenje i raspoređivanje menija sa vezama prema kategorijama, člancima, kontaktima i vezama prema drugim lokacijama,
- liste za slanje biltena preko e-pošte omogućavaju slanje grupnih i pojedinačnih obaveštenja,
- ankete - korišćenje anketa i glasanje preko formulara za pravljenje statistike,
- RSS vesti (engl. RSS Feeds) - preuzimanje RSS vesti sa drugih sajtova,
- objavljivanje rss vesti za sajt ili određene delove sajta,
- veb veze ka drugim sajtovima i statistika klikova,
- forum - komunikacija posetilaca među sobom i sa administratorima sajta,
- ćaskanje (engl. chat) uživo komuniciranje sa posetiocima na sajtu,
- i još mnogo drugih

## Komercijalni-ovi
Komercijalni CMS programi su zasnovani na različitim programskim platformama i dele se prema primeni. Glavne prednosti u odnosu na besplatna rešenja su stabilnost, sigurnost, stalna korisnička podrška i mogućnost implementacije u postojeće sisteme i baze podataka. Bolji CMS programi sadrže napredne funkcije, a korisniku omogućuju jednostavnu i sigurnu upotrebu.
- ColdFusion - zvanični vebsajt ColdFusion-a
- Kentico - zvanični vebsajt Kentic-a
- Sitefinity - zvanični vebsajt Sitefinity-a
- EasyEdit CMS - hrvatski CMS zvanični vebsajt EasyEdit CMS-a
- Accrisoft - zvanični vebsajt Accrisoft-a
- Jalios - zvanični vebsajt Jalios-a
- Corvus CMS - hrvatski CMS zvanični vebsajt Corvus CMS-a
- Webiny - hrvatski CMS zvanični vebsajt Webiny-a
- SharePoint - zvanični vebsajt Microsoft SharePoint-a
- DifferentCode - zvanični vebsajt DifferentCode-a

## Slobodnii besplatni CMS-ovi
Od sredine 2000-ih uz komercijalne sisteme na tržištu se nudi i veliki broj besplatnih CMS alata. Oni obično nude određen broj unapred definisanih templatea koji omogućuju brzu i jednostavnu izradu web sajtova. Njihova prednost su dostupnost i cena, a nedostatak veliki broj gotovo identičnih web-stranica nastalih primenom templatea i nedostatak mnogih naprednih funkcija koje nude komercijalni proizvodi. 
- Drupal - zvanični web sajt Drupal-a
- Joomla! - zvanični web sajt Joomla!-e
- Wordpress - zvanični web sajt Wordpress-a
- TYPO3 - zvanični web sajt TYPO3-a
- MagmaCMS - zvanični web sajt Magma CMS-a Архивирано на веб-сајту  (14. јул 2014)
- sNews - zvanični web sajt sNews-a
- DotNetNuke - zvanični web sajt DotNetNuke-a
- eZ Publish - Besplatni Enterprise Open Source CMS. zvanični web sajt